# John Sergeant (Missionar)
John Sergeant (* 1710 in Newark, New Jersey; † 27. Juli 1749 in Stockbridge) war ein Missionar in Stockbridge, Massachusetts, der die dort lebenden Indianer zum Christentum bekehrte. Sergeant war Puritaner, der im 18. Jahrhundert bestimmenden Glaubensgemeinschaft in Neuengland.

## Frühe Jahre
Er wurde als Sohn von Jonathan Sergeant und seiner Frau Mary in Newark in New Jersey geboren. Der Vater starb früh und Colonel John Cooper, sein Stiefvater, übernahm die Erziehung des jungen John. Durch einen Unfall wurde John an der linken Hand verletzt und entschied sich deshalb, eine akademische Laufbahn einzuschlagen, und nicht Gutsherr zu werden wie sein Vater und Stiefvater. Er schloss sein Studium in Yale 1729 als Bester ab und wurde 1731 zum Dozenten ernannt. Danach studierte er Theologie und machte 1732 den Bachelor-Abschluss.

## Der Missionar
Im Jahr 1734 schickte die Massachusetts Bay Company zwei Delegierte zu den Housatonic, um mit ihnen über die Errichtung einer Mission in ihrem Wohngebiet zu verhandeln. Die Indianer stimmten zu und Massachusetts bot John Sergeant die Stelle als Missionar an, der zuvor sein Interesse bekundet hatte. Im Oktober 1734 machte Sergeant einen ersten Besuch bei den Housatonic und vereinbarte mit ihnen, ein Haus zu errichten, das sowohl als Schule wie auch als Kirche dienen sollte. Bei seiner Rückkehr nach New Haven brachte er zwei Indianerjungen mit, denen er Englisch und diese ihm ihre Sprache lehrten. Im Juli 1735 ging er endgültig zu den Housatonic und verbrachte den Rest seines Lebens bei den Indianern.
Sein Wirken war sehr erfolgreich und binnen kurzer Zeit konnte er vierzig Indianer taufen. Sergeant beherrschte bald die Housatonic-Sprache und war in der Lage, Teile des Alten und Neuen Testaments, einige Gebete und Isaac Watts’ kurzen Katechismus zu übersetzen.

## In Stockbridge

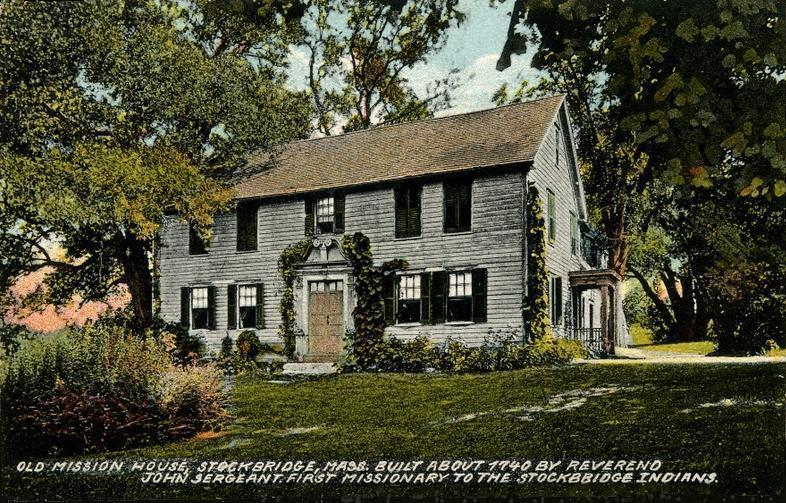
Das Missionsgebäude in Stockbridge um 1908

Im Jahr 1736 übergab die Regierung von Massachusetts rund 15 km² Land bei der heutigen Stadt Stockbridge an die Housatonic. Sergeant und der Schulmeister Timothy Woodbridge erhielten jeder einen sechzigsten Teil dieses Landes zur eigenen Verfügung. Vier sorgfältig ausgesuchte englische Familien wurden bestimmt, die den Missionar bei seiner Arbeit unterstützen und die Indianer in englischen Sitten und Gebräuchen unterweisen sollten. Schon bald entstand ein Versammlungshaus und ein Schulgebäude. Ein Teil der Indianer führte allerdings seine traditionelle Lebensweise fort, ging auf die Jagd, stellte Ahornzucker her. Viele indianische Mädchen blieben lieber bei ihren Familien und verweigerten die englische Erziehung. Auch der wachsende Alkoholmissbrauch stellte Sergeant vor große Probleme.
1739 heiratete Sergeant Abigail Williams, die neunzehnjährige Tochter von Ephraim Williams aus Stockbridge. Sergeant war nun mit einer der mächtigsten Familien Neuenglands verbunden und wohnte in einem prächtigen georgianischen Haus, behielt aber trotzdem das Vertrauen und die Zuneigung seiner indianischen Gemeinde. Im Laufe seiner vierzehnjährigen Tätigkeit in Stockbridge wuchs die indianische Bevölkerung von weniger als 50 auf 218 Personen an, von denen 182 von Sergeant getauft wurden.
Sergeant hatte allerdings keine sehr hohe Meinung von seinen indianischen Schützlingen. Er schilderte sie als einen sehr armseligen und degenerierten Teil der menschlichen Rasse, der seine dummen, barbarischen und gefährlichen Sitten hätte, mit keinerlei Eigenverantwortung und einer Aversion gegen alles, was ihre Freiheit beeinträchtigte. Wie auch andere Missionare war er bald überzeugt davon, dass die Indianer nur halbwegs "zivilisiert" werden konnten, wenn sie die englische Sprache erlernten. Deshalb ließ er 1743 ein Internat einrichten, in dem indianische Jungen und Mädchen zwischen zehn und zwanzig Jahren wohnen und erzogen werden sollten. Der Schule war eine Farm mit Rindern und anderen Haustieren angeschlossen. Zwei Lehrer sollten sie unterrichten, der eine in praktischer Arbeit, der andere in den Geisteswissenschaften.

## John Sergeant Jr.
Inzwischen war der King George’s War (1744–1748) ausgebrochen und verhinderte den weiteren Ausbau der Schule. Erst 1749 wurden von Massachusetts weitere Mittel bewilligt, kurz bevor John Sergeant am 27. Juli 1749 an einem Nervenfieber verstarb. John und Abigail Sergeant hatten drei Kinder. Der jüngste Sohn, John Sergeant Jr., war erst zwei Jahre alt, als sein Vater starb. Er studierte Theologie in Princeton und übernahm 1775 die Kirchengemeinde in Stockbridge. Er konnte allerdings nicht verhindern, dass seinen indianischen Schützlingen Unrecht angetan und das Projekt Stockbridge insgesamt zum Scheitern verurteilt wurde.
Nach dem Amerikanischen Bürgerkrieg entschlossen sich die Stockbridge, Massachusetts zu verlassen. Der Krieg hatte sie dezimiert und in ihrem Dorf hatten die Weißen das Regiment übernommen und nötigten die Indianer, ihr Land zu verkaufen. Die entmutigten Überreste der Mahican-Nation, insgesamt 420, nahmen eine Einladung der Oneida an und zogen in ein Gebiet am Oneida Creek im Bundesstaat New York. Um 1786 hatten sich die meisten Stockbridge dort niedergelassen und nannten ihren Wohnort New Stockbridge. Hier bildeten sich zwei Parteien, die eine wollte John Sergeant Jr. als Pastor, die andere bevorzugte Samson Occom. Nach Occoms Tod im Jahr 1792 kam John Sergeant nach New Stockbridge und übernahm die dortige Kirchengemeinde.